# Trevor Bassitt
Trevor Bassitt (Bluffton, 26 febbraio 1998) è un ostacolista e velocista statunitense, vincitore della medaglia d'argento nei 400 metri piani ai Mondiali indoor di Belgrado 2022 e di quella di bronzo nei 400 metri ostacoli ai Mondiali di Oregon 2022.

## Palmarès
| Anno | Manifestazione  | Sede     | Evento      | Risultato  | Prestazione | Note                          |
| ---- | --------------- | -------- | ----------- | ---------- | ----------- | ----------------------------- |
| 2022 | Mondiali indoor | Belgrado | 400 m piani | Argento    | 45"05       | Miglior prestazione personale |
| 2022 | Mondiali        | Eugene   | 400 m hs    | Bronzo     | 47"39       | Miglior prestazione personale |
| 2022 | Mondiali        | Eugene   | 4×400 m     | Oro        | 2'56"17     | [ 3 ]                         |
| 2023 | Mondiali        | Budapest | 400 m hs    | 6º         | 48"22       |                               |
| 2023 | Mondiali        | Budapest | 4×400 m     | Oro        | 2'57"31     | [ 3 ]                         |
| 2024 | Mondiali indoor | Glasgow  | 4×400 m     | Argento    | 3'02"60     | [ 3 ]                         |
| 2024 | Giochi olimpici | Parigi   | 400 m hs    | Semifinale | 48"29       |                               |